# Paternal Love
Paternal Love est un film muet américain réalisé par Frank Lloyd et sorti en 1915.

## Fiche technique
- Titre : Paternal Love
- Réalisation : Frank Lloyd
- Scénario : Frank Lloyd, d'après une nouvelle de William Woubert
- Production : Carl Laemmle pour Universal Film Manufacturing Company
- Genre : Film dramatique
- Date de sortie :
  - États-Unis : 1er août 1915

## Distribution
- Millard K. Wilson : Graves
- Gretchen Lederer : Mrs Graves
- Marc Robbins